# Durbe
Durbe (németül: Durben) Lettország legkisebb városa a Riga–Liepāja főútvonal mellett, Liepājától 25 km-re keletre, a Durbes-tó partján. A 2009-es közigazgatási reformig Lettország Liepāja járásához tartozott.

## Története
1260-ban a durbeni csatában a lettek és kurok által támogatott litvánok legyőzték a Német Lovagrendet. Ennek ellenére település története Anno von Sangershausen, a Német Lovagrend nagymesterének 1260. július 13-án kiadott rendeletével kezdődik, aki ekkor rendelte el a durbeni vár felépítését. Polgári település a 15. században alakult ki a lovagrend vára körül. A Porosz állam szekularizációját követően, 1651-ben épült a város lutheránus temploma.

## Látnivalók
- A Durbes-tó egy 670 hektáros, halakban gazdag tó a város határában, amely az Európai Unió Natura 2000 programjának védettségét élvezi.
- Az 1651-ben épült lutheránus templom.